# Тверской театр кукол
Тверской государственный театр кукол — кукольный театр в Твери, государственное областное учреждение культуры. Расположен на пересечении проспекта Победы с Волоколамским проспектом, рядом с Парком Победы. Зрительный зал — по одним данным 360, по другим — 366 мест.

## История театра
Тверской театр кукол создан в 1944 году, до 1975 года не имел собственной сцены и играл в здании театра юного зрителя, в домах культуры и клубах. С 1958 года театр стал членом международного союза деятелей театра кукол — УНИМА. С 1975 года занимает здание на проспекте Победы.

## Труппа
Труппа Тверского государственного театра кукол (по данным с сайта театра на 2009 год); заслуженные артисты Российской Федерации:
- Гусев Михаил Константинович
- Мистров Александр Михайлович
- Зубарева Ирина Леонидовна
- Куликов Аркадий Анатольевич
- Ицкович, Надежда Анатольевна[6]
- Майхель Лариса Иннокентьевна;

а также артисты:
- Матвеева Екатерина Викторовна
- Мажуга Наталия Марковна
- Царьков Александр Владимирович
- Ожигов Сергей Николаевич
- Колючая Александра Валерьевна
- Брузе Ольга Юрьевна
- Сыряева Ирина Анатольевна
- Хорошавина Софья
- Курапова Анастасия
- Титов Евгений
- Станько Александр

## Репертуар
| Автор          | Название спектакля                                   | Жанр                                                         | Режиссёр     |
| -------------- | ---------------------------------------------------- | ------------------------------------------------------------ | ------------ |
| С. Аксаков     | «Аленький цветочек»                                  | сказка                                                       | С. Л. Белкин |
| В. Коростылёв  | «Альболит и Бармалей»                                | сказка по пьесе «О чем рассказали волшебники»                | Н. Мажуга    |
| А. Толстой     | «Приключения Буратино»                               | сказка                                                       | С. Л. Белкин |
|                | «Волшебная лампа Аладдина»                           | сказка по мотивам восточных сказок                           | А. Афанасьев |
|                | «Белоснежка и семь гномов»                           | сказка                                                       | С. Л. Белкин |
|                | «Варьете»                                            | спектакль для взрослых                                       | С. Л. Белкин |
|                | «Волшебный цирк»                                     | спектакль                                                    | С. Л. Белкин |
|                | «Последнее путешествие Гуливера»                     | спектакль                                                    | С. Л. Белкин |
| Х. К. Андерсен | «Дикий»                                              | сказка-притча по мотивам сказки «Гадкий утенок»              | С. Л. Белкин |
| Х. К. Андерсен | «Дюймовочка»                                         | сказка                                                       | И. Зубарева  |
| В. Шукшин      | «До третьих петухов»                                 | комедия для взрослых                                         | С. Л. Белкин |
|                | «Заколдованное королевство»                          | спектакль                                                    | Н. Мажуга    |
|                | «Иван Царевич и Серый Волк»                          | сказка-фантазия по мотивам известной русской народной сказки | Р. Готкина   |
| Х. К. Андерсен | «Император и соловей»                                | сказка                                                       | С. Л. Белкин |
|                | «Морозко»                                            | спектакль по мотивам известной русской народной сказки       | С. Л. Белкин |
|                | «Садко»                                              | спектакль по мотивам известной русской былины                | С. Л. Белкин |
| Х. К. Андерсен | «Удивительная история о Стойком Оловянном Солдатике» | сказка                                                       | С. Л. Белкин |
|                | «Три весёлых гнома»                                  | сказка                                                       | С. Л. Белкин |
| С. Михалков    | «Три поросёнка»                                      | сказка                                                       | И. Зубарева  |
|                | «Тук-тук Кто там»                                    | сказка                                                       | В. Бугаев    |
|                | «Гуси-лебеди»                                        | сказка по мотивам русской народной сказки                    | И. Зубарева  |
|                | «Машенька и медведь»                                 | сказка по мотивам русской народной сказки                    | Р. Готкина   |
|                | «Сказка про Василису Премудрую»                      | сказка                                                       | С. Мюрего    |
|                | «Весёлый концерт»                                    | комедия                                                      | И. Зубарева  |